# 学校法人聖心女子学院
学校法人聖心女子学院（がっこうほうじんせいしんじょしがくいん）とは、日本の学校法人。

## 沿革
- 1908年　前身の財団法人私立聖心女子学院設立、語学校開設
- 1910年　聖心女子学院高等女学校、聖心女子学院小学校、聖心女子学院附属幼稚園設置
- 1915年　聖心女子学院高等専門学校設置認可（翌年開校）[1]
- 1947年　聖心女子学院中等科設置
- 1948年　聖心女子大学、聖心女子学院高等科設置
- 1951年　学校法人組織変更認可
- 1966年　聖心女子学院高等科定時制課程設置
- 1971年　聖心女子学院附属幼稚園廃止
- 1976年　聖心女子学院高等科定時制廃止
- 2019年　聖心女子専門学校廃止

## 設置校
- 聖心女子大学（東京渋谷区広尾）
- 聖心女子学院初等科・中等科・高等科（東京都港区白金）
- 聖心インターナショナルスクール幼稚園・小学校・中学校・高等学校（東京都渋谷区広尾）
- 札幌聖心女子学院中学校・高等学校（北海道札幌市中央区）
- 不二聖心女子学院中学校・高等学校（静岡県裾野市）
- 小林聖心女子学院小学校・中学校・高等学校（兵庫県宝塚市）